# Sicyonia rectirostris
Sicyonia rectirostris är en kräftdjursart som beskrevs av De Man 1907. Sicyonia rectirostris ingår i släktet Sicyonia och familjen Sicyoniidae. Inga underarter finns listade i Catalogue of Life.